# Inkorporation (Linguistik)
Inkorporation oder Nominalinkorporation bezeichnet in der Sprachwissenschaft eine spezielle Wortbildungsart, bei der ein Nomen mit einem Verb kombiniert wird, wobei das Nomen seine syntaktische Selbstständigkeit verliert. Inkorporation ist oft, aber nicht nur, in nord- und südamerikanischen polysynthetischen Sprachen zu finden.
Trotz der Prominenz in polysynthetischen Sprachen muss aber nicht jede polysynthetische Sprache Nominalinkorporation zulassen.
Daneben gibt es eine weitere, damit verwandte Bedeutung in der generativen Syntax. Dort wird das Resultat einer Kopf/Kopf-Bewegung als Inkorporation bezeichnet (s. u.).

## Eigenschaften
Die folgenden Beispiele stammen aus dem Tupinambá, einer ausgestorbenen Sprache Brasiliens. Der Satz in Beispiel (1.) enthält als syntaktische Konstituente ein direktes Objekt s-oβá „sein Gesicht“ zu einem Verb „waschen“: 
```
 (1.) 
s-oβá           a-jos-éj

      sein Gesicht    1SG-3SG-wusch
      „Ich wusch sein Gesicht“
```

In Beispiel (2.) ist das nicht der Fall: Das Verb éj, „waschen“ hat den Nominalstamm oβá „Gesicht“ inkorporiert:
```
  (2.) 
a-s-oβá-éj

       1SG-3SG-Gesicht-wusch
       „Ich wusch sein Gesicht“
```

Die Inkorporation von direkten Objekten (die also die semantische Rolle Patiens ausfüllen) wie hier ist am weitesten verbreitet. Es können aber auch Elemente, die andere semantische Rollen besetzen, wie Instrument u. a., als Inkorporat erscheinen. In manchen Sprachen (wie Tupínamba und Sprachen der irokesischen Sprachfamilie) haben inkorporierte Elemente die gleiche phonologische Form wie ihre freien Pendants; in anderen Sprachen gibt es spezielle, oft phonologisch reduzierte Varianten für die Inkorporate.
Die Denotation der beiden obigen Ausdrücke ist identisch. Der Unterschied ist pragmatischer Natur: Beispiel (1.) fokussiert die Tatsache, dass ein Gesicht (und nichts anderes) gewaschen wurde, während das Beispiel (2.) mit Inkorporation die Gesamttätigkeit in den Blick nimmt. 
Eine nach wissenschaftlichen Maßstäben fragwürdige Methode, die aber hilft, ein Gefühl für das Phänomen zu entwickeln, ist das Nachbauen solcher Konstruktionen mit den Mitteln der eigenen Sprache: „Ich Gesicht-wusch ihn.“

## Generizität vs. Referentialität
Im Zusammenhang mit der oben angesprochenen Tatsache, dass das Inkorporation aufweisende Beispiel (2.) die Gesamthandlung in den Blickpunkt rückt, wird in der linguistischen Literatur oft angenommen, dass die inkorporierten Elemente nicht referentiell verwendet werden, d. h., dass sie sich nicht auf einen bestimmten Gegenstand, der bezeichnet werden soll, beziehen, sondern generisch funktionieren, also eher Klassen oder Typen von Gegenständen im Gegensatz zu konkreten individuellen Objekten bezeichnen.

## Verwandte Erscheinungen in europäischen Sprachen
Im Englischen gibt es Fälle, die wie Inkorporation aussehen, zum Beispiel das Verb babysit. Solche Ausdrücke sind jedoch von anderer Art als die syntaktische Inkorporation in polysynthetischen Sprachen: Dieses Beispiel ist vielmehr durch Rückbildung aus dem Substantiv babysitter gebildet.
Auch im Deutschen gibt es einige ähnliche Fälle, zum Beispiel radfahren, staubsaugen, ehebrechen oder haushalten.

## Zusammenhang zur Idiomatisierung
Manchmal führt Inkorporation zur Entstehung von feststehenden idiomatischen Ausdrücken, die ins Lexikon der Sprache übergehen (wie die oben genannten deutschen Verben). Dies ist jedoch nicht mit dem Phänomen Inkorporation als solchem zu assoziieren. In obigem Beispiel (2.) könnte das Inkorporat „Gesicht“ beispielsweise durch jedes andere Nomen, das semantisch zum Verb passt, ersetzt werden.

## Inkorporation in der Syntaxtheorie
In der minimalistischen Syntax bezeichnet der Terminus Inkorporation eine Bewegungsoperation, bei der der Kopf einer Phrase zum Kopf einer höhergeordneten Phrase bewegt wird. So wird beispielsweise angenommen, dass sich der Kopf der Verbphrase (VP) nach Verkettung (merge) der VP mit der funktionalen Kategorie v zum Kopf der vP bewegt (move). Syntaktisch bilden damit v und V den Kopf der vP, morphologisch wird V als Verbstamm, v als Flexionsendung (z. B. als 3. Person Singular-Marker /-s/ im Englischen in den entsprechenden Kontexten) realisiert. Man sagt dazu, dass der V-Kopf in den v-Kopf inkorporiert.